# Viehhofen
Viehhofen ist eine Fremdenverkehrsgemeinde mit 602 Einwohnern (Stand 1. Jänner 2024) und eine Ortschaft im Salzburger Land im Bezirk Zell am See in Österreich.

## Geografie

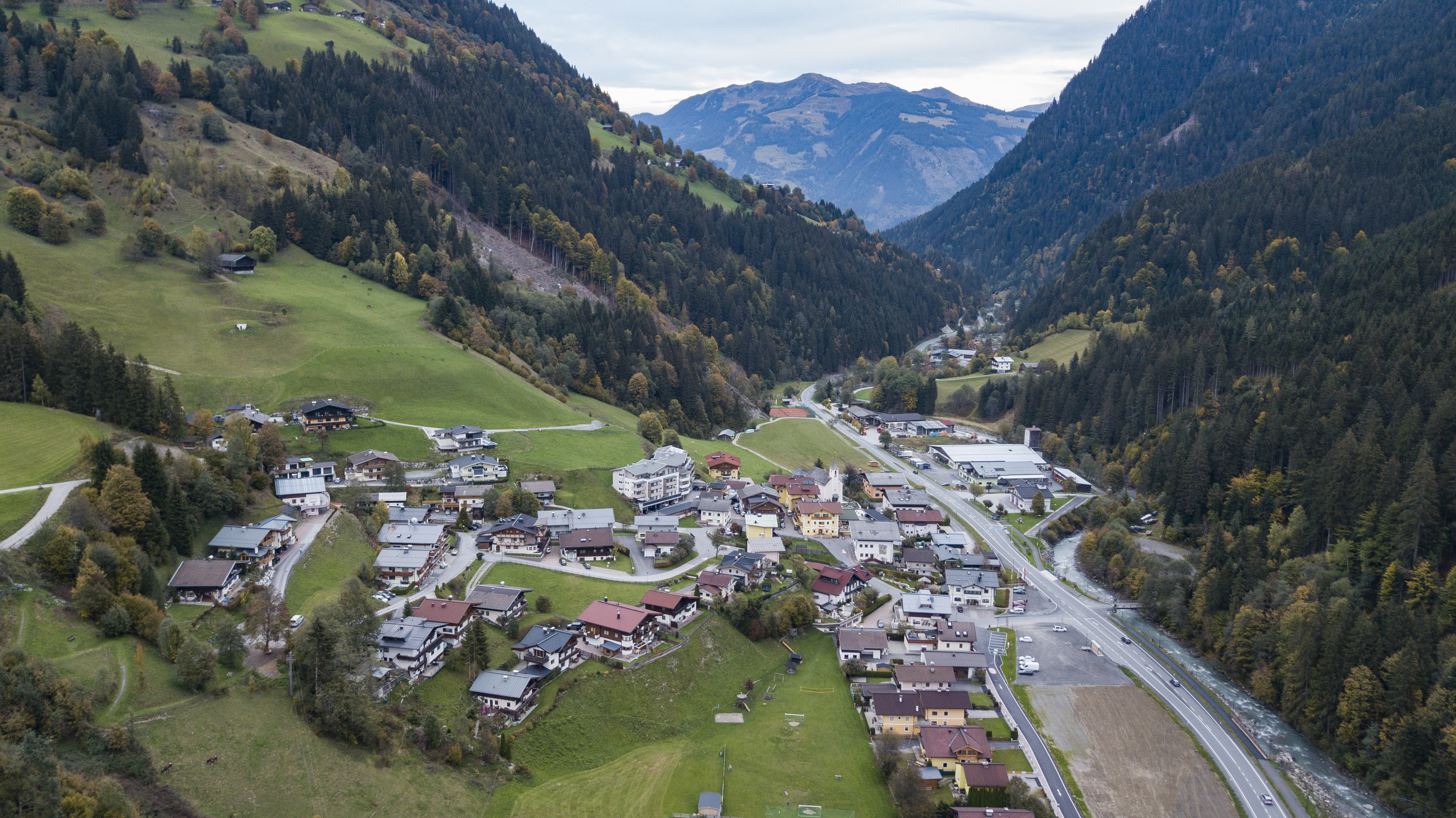
Viehhofen talauswärts

Die Gemeinde liegt im Pinzgau im Salzburger Land im Glemmtal zwischen Zell am See und Saalbach. Aufgrund der zahlreichen unverbauten Wildbäche wurde Viehhofen in jüngster Zeit, insbesondere in den Jahren 1995, 2002, 2003, 2004, 2005, 2006 und 2007 von schweren Vermurungen heimgesucht, die den Ort zeitweilig von der Außenwelt abschnitten. Der höchste Berg in Viehhofen ist der Obere Gernkogel mit einer Höhe von 2175 m.
Die Gemeindefläche hat eine Größe von fast vierzig Quadratkilometer. Davon sind 58 Prozent bewaldet, ein Drittel sind Almen und nur acht Prozent werden landwirtschaftlich genutzt.

### Nachbargemeinden
|                      | Leogang                                     | Saalfelden am Steinernen Meer |
| Saalbach-Hinterglemm | Kompassrose, die auf Nachbargemeinden zeigt | Maishofen                     |
|                      | Piesendorf                                  | Zell am See                   |

## Geschichte
Die frühe Geschichte Viehhofens ist geprägt vom Kupferbergbau, der von 1000 bis 700 vor Christus seine Hochblüte erreichte.
Die erste urkundliche Erwähnung stammt aus dem Jahr 1211, wo das Rotenbachlehen genannt wird.
Eine erste Kapelle wurde 1767 erbaut, aber keine zwanzig Jahre später von einem Hochwasser zerstört. 1796 errichtete der Kitzbühler Maurermeister Andrä Huber eine einfache Kirche, die der Saalfeldener Dechant 1797 dem hl. Josef weihte. Im Jahr 1891 wurde Viehhofen zur Pfarre erhoben.
Den ersten Schulunterricht hielt 1798 der Schuster Hans Erlinger in seiner Werkstatt. Im Jahr 1840 wurde die Badestube des Oberwirtshauses zu einem Klassenzimmer umgebaut. Darin saßen 60 Schüler aller acht Schulstufen. Dieser Bau wurde 1930/31 um eine zweite Klasse vergrößert, ein Schulneubau erfolgte 1983.
Das Jahr 1912 brachte nach heftigen Regenfällen ein Hochwasser, das den ganzen Talboden überschwemmte. Es unterspülte auch den Moränenhügel, auf dem die Kirche steht, und riss Teile des Friedhofes mit sich.

## Politik

### Gemeinderat
| Gemeinderatswahl 2024Wahlbeteiligung: 76,7 % 80706050403020100 67,5 % (−10,2 %p)32,5 % (+10,2 %p) ÖVPFPÖ20192024 |

Die Gemeindevertretung hat insgesamt 9 Mitglieder.
- Mit den Gemeindevertretungs- und Bürgermeisterwahlen in Salzburg 2004 hatte die Gemeindevertretung folgende Verteilung: 4 SPÖ, 3 ÖVP und 2 FPÖ.
- Mit den Gemeindevertretungs- und Bürgermeisterwahlen in Salzburg 2009 hatte die Gemeindevertretung folgende Verteilung: 6 ÖVP, 2 SPÖ und 1 FPÖ.
- Mit den Gemeindevertretungs- und Bürgermeisterwahlen in Salzburg 2014 hatte die Gemeindevertretung folgende Verteilung: 5 ÖVP, 3 FPÖ und 1 SPÖ.[4]
- Mit den Gemeindevertretungs- und Bürgermeisterwahlen in Salzburg 2019 hatte die Gemeindevertretung folgende Verteilung: 7 ÖVP und 2 FPÖ.[5]
- Mit den Gemeindevertretungs- und Bürgermeisterwahlen in Salzburg 2024 hat die Gemeindevertretung folgende Verteilung: 6 ÖVP und 3 FPÖ.[6]

|  | Hier fehlt eine Grafik, die leider im Moment aus technischen Gründen nicht angezeigt werden kann. Wir arbeiten daran! |

### Bürgermeister
- 1994–2004 Johann Streitberger (SPÖ)[7]
- 2004–2024 Reinhard Breitfuss (ÖVP)[8]
- seit 2024 Caroline Supersberger (ÖVP)[9]

### Wappen
Das Wappen wurde der Gemeinde 1978 verliehen und ist folgendermaßen blasoniert: „In goldenem Schild auf rotem Dreiberg ein rotbewehrter schwarzer Eber, mit beiden Vorderbeinen einen roten Ringe haltend, der unten mit einem Kreuzlein besetzt ist.“
Der Eber steht für den Namen der Gemeinde, der sich von „Viehhof“ ableitet, wie der Ort schon im 14. Jahrhundert genannt wurde. Der Dreiberg und die bergmännischen Zeichen Schlägel und Eisen symbolisieren den in der Geschichte wichtigen Kupferbergbau.

## Kultur und Sehenswürdigkeiten

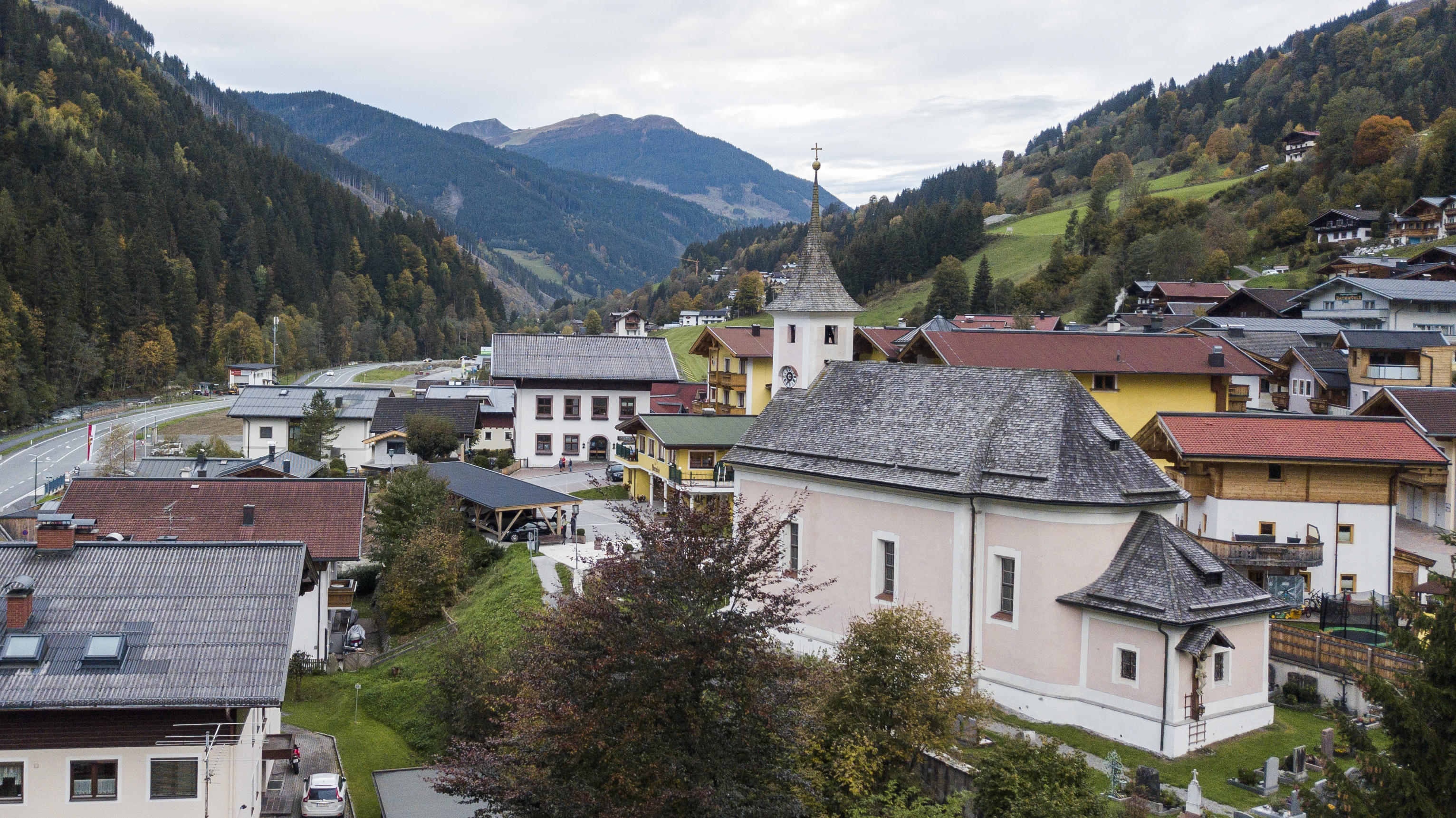
Pfarrkirche hl. Josef

- Pfarrkirche hl. Josef und Friedhof
- Niederbrandkapelle

## Wirtschaft und Infrastruktur

### Wirtschaftssektoren
Von den 24 landwirtschaftlichen Betrieben des Jahres 2010 wurden neun im Haupt-, dreizehn im Nebenerwerb und zwei von juristischen Personen geführt. Diese beiden bewirtschafteten 28 Prozent der Flächen, die Haupterwerbsbauern vierzig Prozent. Im Produktionssektor waren zwanzig Erwerbstätige in der Bauwirtschaft tätig. Der größte Arbeitgeber im Dienstleistungssektor war der Bereich Beherbergung und Gastronomie mit 23 Arbeitnehmern.
| Wirtschaftssektor            | Anzahl Betriebe | Anzahl Betriebe | Erwerbstätige | Erwerbstätige |
| Wirtschaftssektor            | 2011            | 2001            | 2011          | 2001          |
| ---------------------------- | --------------- | --------------- | ------------- | ------------- |
| Land- und Forstwirtschaft 1) | 24              | 26              | 26            | 21            |
| Produktion                   | 8               | 6               | 29            | 34            |
| Dienstleistung               | 49              | 31              | 101           | 75            |

1) Betriebe mit Fläche in den Jahren 2010 und 1999

### Arbeitsmarkt, Pendeln
Im Jahr 2011 lebten 288 Erwerbstätige in Viehhofen. Davon arbeiteten 88 in der Gemeinde, siebzig Prozent pendelten aus, blieben jedoch überwiegend im Bezirk Zell am See.

### Fremdenverkehr
Die Anzahl der Übernachtungen stieg von 167.000 im Jahr 2010 auf 214.000 im Jahr 2019. Die Hauptsaison ist der Winter mit einer Spitze von 37.000 Übernachtungen im Februar, aber auch die Monate Juli und August bringen jeweils über 24.000 Nächtigungen (Stand 2019).
|  | Hier fehlt eine Grafik, die leider im Moment aus technischen Gründen nicht angezeigt werden kann. Wir arbeiten daran! |